# Bokbörsen
Bokbörsen är en svensk näthandel för böcker, serier, musik och film.
Det är en marknadsplats där antikvariat, förlag och privatpersoner köper och säljer böcker. Kundens beställning går direkt till säljaren som själv tar betalt, packar och skickar. Säljaren betalar en orderavgift till Bokbörsen.
Bokbörsen grundades 2000 som ett handelsbolag, men är sedan 2010 ett aktiebolag. Företaget ägs idag (2020) till 80% av bolag närstående de två grundarna, Mats Lewin och Sven Bonde. Resterande 20% ägs av Adlibris AB, och därmed indirekt av Bonnier Books. Bonniers gick in som ägare 2012.
Bokbörsen hade 2018 3 miljoner sidor indexerade hos Google. År 2018 bytte böcker till ett värde av 53 miljoner kronor ägare via Bokbörsen, och 2017 fanns det cirka en miljon unika titlar på svenska. Genomsnittspriset för en bok på Bokbörsen var 2018 116 kronor. Bokbörsen är enligt egen uppgift Sveriges största bokhandel med tre miljoner annonserade böcker. På Bokborsen.se finns (2019) cirka 50 000 säljare, både privatpersoner, antikvariat och förlag registrerade. Näthandeln med begagnade böcker på exempelvis Bokbörsen och på antikvariat.net anses ha betytt ett uppsving för antikvariaten i Sverige.